# Listă de filme sovietice din 1967
- Filme sovietice din: 1966 — 1967 — 1968

Aceasta este o listă de filme produse în Uniunea Sovietică în 1967.
| Titlu                                          | Titlu original                    | Regizor                               | Distribuție | Gen             | Note                                                         |  |
| ---------------------------------------------- | --------------------------------- | ------------------------------------- | ----------- | --------------- | ------------------------------------------------------------ |  |
| 1967                                           |                                   |                                       |             |                 |                                                              |  |
| Adventures of Mowgli                           | Маугли                            | Roman Davydov                         |             | Animation       |                                                              |  |
| Nebuloasa din Andromeda                        | Туманность Андромеды              | Evgheni Sherstobitov                  |             | film SF         | După un roman omonim de Ivan Efremov                         |  |
| Anna Karenina                                  | Анна Каренина                     | Aleksandr Zarkhi                      |             | Drama           | Listed to compete in the 1968 Cannes Film Festival           |  |
| Commissar                                      | Комиссар                          | Aleksandr Askoldov                    |             | Drama           | Released in 1988, won the Jury Grand Prix at Berlin          |  |
| Răpire în stil caucazian                       | Кавказская пленница               | Leonid Gaidai                         |             | comedie         |                                                              |  |
| Sofiya Perovskaya                              | Софья Перовская                   | Lev Arnshtam                          |             | Drama           |                                                              |  |
| Stewardess                                     | Стюардесса                        | Vladimir Krasnopolsky, Valery Uskov   |             | Romance         |                                                              |  |
| Viy                                            | Вий                               | Konstantin Yershov, Georgi Kropachyov |             | Fairy tale      |                                                              |  |
| Wedding in Malinovka                           | Свадьба в Малиновке               | Andrei Tutyshkin                      |             | Musical, comedy |                                                              |  |
| Why the Swallow Has the Tail with Little Horns | Почему у ласточки хвостик рожками | Amen Khaydarov                        |             | Animation       | First Kazakh animated film                                   |  |
| The Mitten                                     | Варежка                           | Roman Kachanov                        |             | Animation       |                                                              |  |
| The Journalist                                 |                                   | Sergei Gerasimov                      |             | Drama           | Won the Grand Prix at 5th Moscow International Film Festival |  |

## Legături externe
- Filme sovietice din 1967 la Internet Movie Database